# Critère de cohérence
Le critère de cohérence (en allemand : Kohärenzkriterium) ou attestation cohérente, ou encore critère de convergence,  est l'un des cinq principaux critères d'historicité définis par les spécialistes de l'exégèse historico-critique de la Bible. Il constitue l'un des éléments d'évaluation d'une péricope ou d'un logion de la Bible, en particulier dans le Nouveau Testament.

## Définition
Simon Claude Mimouni et Pierre Maraval répertorient les quatre critères usuels (la dissimilarité ou discontinuité historique, la continuité historique, l'attestation multiple et l'attestation cohérente), auxquels s'est ajouté l'embarras ecclésiastique.